# Isobel Jesper Jones
Isobel Jesper Jones (* 1. Januar 1995 in Birmingham) ist eine britische Schauspielerin.

## Leben und Karriere
Jones wurde in Birmingham geboren und wuchs in Nord-London auf. Sie absolvierte ihre Schauspielausbildung an der Royal Academy of Dramatic Art. Ihr Debüt gab sie 2022 in der Metflixserie The Bastard Son & The Devil Himself. Anschließend trat sie 2023 in dem Film Die Tribute von Panem – The Ballad of Songbirds and Snakes. Außerdem war sie 2024 in der zweiten Staffel von The Serpent Queen als Edith zu sehen. 2025 belegte sie in der Serie Outrageous eine der Hauptrollen.

## Filmografie
Filme
- 2023: Die Tribute von Panem – The Ballad of Songbirds and Snakes (The Hunger Games: The Ballad of Songbirds and Snakes)

Serien
- 2022: The Bastard Son & The Devil Himself
- 2024: The Serpent Queen
- 2025: Outrageous